# Dyssymulacja
Dyssymulacja lub dysymulacja (łac. dissimulatio – udawanie) – pojęcie medyczne będące przeciwieństwem symulacji. W psychologii klinicznej jest to postawa wobec testu psychologicznego przejawiająca się w próbie dostosowania do obowiązujących norm społecznych i ukrycia rzeczywistych bądź wymyślonych zaburzeń.
Występuje m.in. podczas starania się o prawo jazdy, przy okresowych badaniach pracowniczych (gdzie wystąpienie schorzenia może decydować o utracie pracy) oraz u chorych na depresję planujących próbę samobójczą. Chory zaprzecza istnieniu objawów chorobowych mimo ich stwierdzenia w badaniu lekarskim.